# Українська абетка (1917)

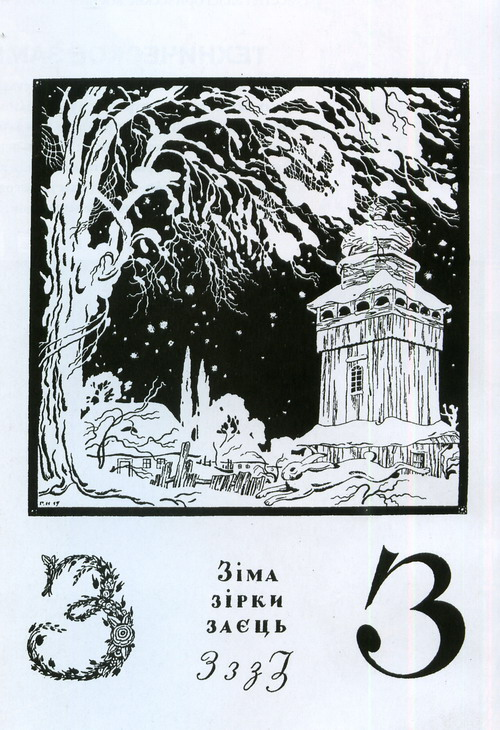
Літера «З», українська абетка

Українська абетка (1917) — видання Георгія (Юрія) Нарбута, що складається з чотирнадцяти аркушів відбитків літер «Б», «В», «Г Ґ», «З», «И І», «К», «Л», «М», «Н», «О», «С», «Ф», «Ч».
«Абетка» видана у Санкт-Петербурзі (Російська імперія), в друкарні «Ґоліке і Вільборґ» 1917-го року.

## Історія створення
Графічна серія «Українська абетка» стала головною у творчості Георгія Нарбута. У малюнках до абетки виявилося властиве натурі художника поєднання фантастики, поетичності й гумору.
|  | «Пишний, рожевощокий, кремезний і вбраний по-українськи, то з усмішкою, а то зі строгою діловитістю, він полонив своєю мовою, говіркою, слівцями всілякими, дотепністю і знаннями, вражав начитаністю для художника надзвичайною, ерудит був справжній», — так згадував про Нарбута відомий дослідник давньої української архітектури Г. Лукомський. |

У березні 1917 р. Нарбут переїхав до Києва. Разом із М. Бойчуком, О. Мурашком, М. Бурачеком, братами Кричевськими був обраний до складу професорів Української академії мистецтв. Очолив графічну майстерню. Був головою комісії з організації музею Б. І. та В. М. Ханенків. Нарбут наймав кілька кімнат для своєї сім'ї. Тут жив і працював. Створював ескізи до перших українських грошей, що увійшли в обіг за Центральної Ради, до поштових марок з елементами «Абетки», військових мундирів Української армії, нової геральдики, малював обкладинки до журналів. У його помешканні розміщувалась Українська академія мистецтв, ректором якої він став у лютому 1919 р. Тут він смертельно захворів на тиф і помер у 1920 р., не маючи коштів на лікування.

## Структура і композиція
Складається з одного титульного аркуша і 13 аркушів з літерами. Видання було в індивідуальній шкіряній папці з орнаментально-шрифтовим тисненням золотом. Має наукову та історико-культурну цінність.
Роботу виконав український художник-графік Георгій Нарбут. Художник досяг граничної простоти й водночас вишуканості композиції, малюнка й кольору. У вирішенні літер абетки Нарбут об'єднав досягнення української рукописної і друкованої книги та досягнення західноєвропейських майстрів шрифту. Нарбутівська «Українська абетка» й донині залишається неперевершеною завдяки високій майстерності художника й глибокому розумінню ним шрифтового мистецтва.
У листах «Абетки» Нарбут продемонстрував рідкісну різноманітність прийомів і в чорно-білих графічних аркушах втілив незліченну кількість персонажів, передав зачарування українською природою. Цю роботу було визнано справжнім шедевром.
Рисунки першого варіанту абетки було передано в друкарню видавництва «Голіке і Вільборг» для виготовлення високоякісних кліше. На деякий час праця над абеткою призупинилася у зв'язку з переїздом Г. Нарбута до Києва. У 1919 р. художник продовжив роботу, дещо змінивши втілення задуму, — рисунки набули виразності й певної веселості. Проте він встиг переробити лише три аркуші, а 23 травня 1920 року художника не стало.

## Перевидання
2020 року, до 100-ліття від дня смерті художника, вийшло науково-популярне видання «Українська абетка. Малюнки Георгія Нарбута», яке складається з 77 ілюстрацій автора, а також репродукцій оригіналів 14 літер з абетки 1917 року та 3 літер з абетки 1919 року.